# 코러리마
코러리마(암하라어: ኮረሪማ, 학명: Aframomum corrorima 아프라모뭄 코로리마[*])는 생강과의 여러해살이풀이다. 뿌리줄기에서 1~2m 높이로 잎이 많은 줄기를 형성하는 초본 식물이다. 어긋나기 잎은 짙은 녹색이며 길이가 10~30cm, 너비가 2.5~6cm이고 타원형에서 장방형 모양이다. 카다멈으로 불리는 두구속 식물과 근연관계인 아프리카두구속에 속하는 식물이며, 에티오피아카다멈(영어: Ethiopian cardamom)으로도 불린다.

## 분포 지역
동아프리카에 분포한다. 원산지는 수단, 에티오피아, 우간다, 탄자니아이다.

## 사진 갤러리

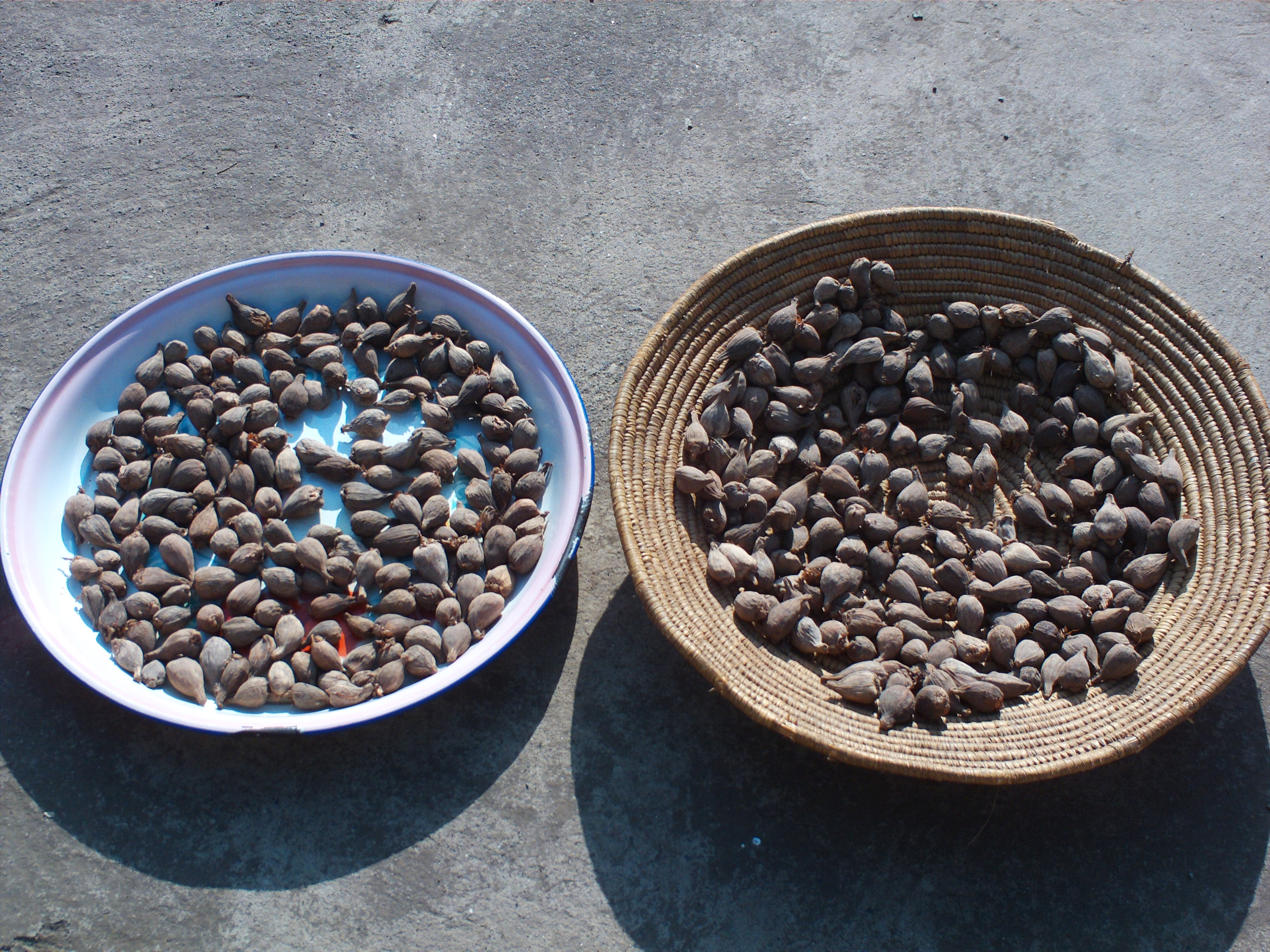
말린 열매

## 같이 보기
- 향두구